# Virey-le-Grand
Virey-le-Grand é uma comuna francesa na região administrativa de Borgonha-Franco-Condado, no departamento Saône-et-Loire. Estende-se por uma área de 12,58 km². Em 2010 a comuna tinha 1 426 habitantes (densidade: 113,4 hab./km²).